# Martin Butzke
Martin Butzke (* 3. September 1974 in Wilhelmshaven) ist ein deutscher Schauspieler und Hörspielsprecher.

## Leben
Martin Butzke absolvierte an der Hochschule für Musik und Theater in Saarbrücken ein Schauspielstudium, das er 1997 abschloss. Er war von 1997 bis 2001 am Theater Ingolstadt tätig, von 2001 bis 2006 Ensemblemitglied der Kammerspiele München sowie von 2006 bis 2010 Ensemblemitglied beim Schauspiel Frankfurt.
Ferner spielte Butzke in einigen TV-Serien mit, unter anderen bei SOKO Leipzig, Tatort, SOKO 5113 und Unter Verdacht.

## Filmografie
- 2004: Der Untergang
- 2004: Unter Verdacht (Fernsehreihe, eine Folge)
- 2006: Shoppen
- 2007: Einsame Insel
- 2008: Tatort – Waffenschwestern
- 2009: Parkour
- 2010: Jud Süß – Film ohne Gewissen
- 2010: Tatort – Weil sie böse sind
- 2010: Alpha 0.7 – Der Feind in dir (Fernsehserie, sechs Folgen)
- 2011: Wer wenn nicht wir
- 2011: Gefangen (SOKO Leipzig)
- 2013: Ostwind
- 2013: Tatort – Spiel auf Zeit
- 2014: Ein todsicherer Plan
- 2016: Tatort – Freitod
- 2019: Der Kurier – Sein Leben für die Freiheit (Kurier)
- 2021: Wilsberg: Einer von uns
- 2022: Die Beschatter (Fernsehserie, sechs Folgen)

## Hörspiele
- 1994: Wir ganz allein – Regie: Robert Matejka
- 1995: Ihr singt heute die Welt von gestern, wie sie morgen nicht mehr ist – Autor und Regie: Alexander Schumacher
- 1995: An einem Freitag nicht eine Million Meilen vorbei – Regie: Stefan Dutt
- 1996: Gespräche im Irrenhaus oder Spielen wir endlich Karten – Regie: Stefan Dutt
- 1996: Erinnerungen an das Jahr Achtunddreißig – Regie: Heinz von Cramer
- 1996: Harte Zeiten für Väter – Regie: Stefan Dutt
- 1998: Liebeserklärungen – Regie: Heidrun Nass
- 2002: Das Magische Labyrinth (Sechsteiler) – Regie: Ulrich Gerhardt
- 2002: Kaltblütig (nach Truman Capote) (Dreiteiler) – Regie: Irene Schuck
- 2003: Combray (nach Marcel Proust) (Dreiteiler) – Regie: Ulrich Lampen
- 2004: Melonen – Regie: Christiane Klenz
- 2005: Nichts als die Wahrheit (Zweiteiler) – Regie: Walter Adler
- 2010: Sinti-Jazz – Regie: Mark Ginzler
- 2010: 2pac 4ever. Viktor Berger und der Gangsta Rapper – Regie: Carla Spies (auch Autor) und Thomas Doktor

## Auszeichnungen
- 2001: Darstellerpreis bayerische Theatertage Ingolstadt für Fegefeuer in Ingolstadt[6]
- 2000: Ensemblepreis bayerische Theatertage Nürnberg für Hyänen
- 2000: Ensemblepreis Schauspielschultreffen Zürich für Die kahle Sängerin